# Ургубамахи
Ургубамахи (дарг. Ургубамахьи) — село в Акушинском районе Дагестана. Входит в состав сельского поселения «Сельсовет „Акушинский“».

## Географическое положение
Расположено в 3 км к северо-западну от районного центра села Акуша.

## Население
| 1926 | 1939 | 1970 | 1989 | 2002 | 2010  | 2021  |
| ---- | ---- | ---- | ---- | ---- | ----- | ----- |
| 243  | ↘92  | ↗583 | ↘543 | ↗830 | ↗1069 | ↗1258 |

## Этимология
Ургуба на даргинском языке — совокупность возделываемых земель села. На угодьях часто возникали временные постройки, которые в некоторых случаях превращались в поселения. В данном случае такое название вызвано вероятно отсутствием других ландшафтных особенностей на месте поселения. Махьи — хутор, отсёлок.